# Камень сновидений
«Камень сновидений» (англ. The Dreamstone) — британский мультсериал, действие которого происходит в фэнтезийном альтернативном мире наподобие «Плоского мира» или Средиземья, и связано, главным образом, с борьбой между добром (в лице Творца сновидений, Гэндальф-подобным белым магом) и злом (олицетворяемым повелителем кошмаров Зордраком). Премьера мультсериала состоялась в 1990 году на британском телеканале ITV. Мультсериал создан Майклом Юппом. Последняя серия была показана в 1995 году. В России мультсериал шёл по телеканалу «Останкино».
Большинство серий мультфильма сводится примерно к одному сюжету — Зордрак отдаёт приказ своим приспешникам украсть Камень сновидений, дабы его потом использовать в своих целях, чтобы ночные кошмары охватили спящий мир. В осуществлении этих планов принимают участие:  урпнеи, руководимые сержантом Блобом, типовым сержант-майором, а также правая рука Зордрака, злобный учёный Урпгор. В их обязанности входит пересечение Тумана лимба (англ. Mist of Limbo) (безбрежный Пурпурный туман), чтобы попасть в Страну снов. План неизбежно проваливается, основной причиной этого является трусость и некомпетентность урпнеев, желания которых ограничиваются возвращением домой и получением сэндвичей.
Несмотря на схожесть с другими мультсериалами, перспектива смерти никогда не исключалась и искренне чувствовалась в тот момент, когда герои находились в смертельной опасности при встрече со своими врагами. Весьма показательно, что в первой сцене пилотного выпуска Зордрак бросает одного из урпнеев в яму, которого там убивают и съедают.
Мультфильм примечателен музыкальным сопровождением, которое является уникальным среди мультсериалов тем, что исполняется полносоставным профессиональным оркестром, в данном случае оркестром Лондонской филармонии.

## Основные персонажи

### Страна снов
Страна снов, также известная как светлая сторона планеты, населена нупами (англ. Noops) — похожи на антропоморфных собак с небольшими рожками, они живут и работают как люди, и вутами (в другом переводе — уатами, англ. Wuts) — долговязыми и вислоухими лесными обитателями, защитниками Страны снов, которые могут летать на листьях и отбиваться от злых сил Зордрака световыми шарами.
- Руфус (англ. Rufus) — нуп, который так любит сновидения, что часто видит яркие дневные грёзы. К сожалению, из-за гиперпродуктивного воображения у Руфуса возникают сложности на его работе. После того как в первой серии мультсериала его уволили с работы по лепке фигур из воска, Эмберли советует Руфусу стать ассистентом Мастера сновидений, так как он полностью пригоден к этой должности благодаря своим постоянным дневным грёзам. Несмотря на то, что Руфус даёт волю своим мыслям блуждать где-то вдалеке, он остаётся смелым героем, верящим в своих друзей. Руфус является главным героем мультсериала, и часто всех выручает из затруднительного положения.
- Эмберли (англ. Amberley) — нуп-самочка, лучшая подруга Руфуса. Эмберли была тем, кто посоветовал Руфусу работать у Мастера сновидений. До того как она решила начать работать у  сновидений, она работала в пекарне. Эмберли довольно храбрый нуп. Она относится с пониманием к обыкновению Руфуса видеть дневные грёзы и обычно находится вместе с ним в большинстве серий. Поклонники мультсериала верят в романтические отношения Руфуса и Эмберли, хотя об отношениях нигде в мультсериале не говорится.
- Мастер сновидений (англ. The Dream Maker) — Глава Совета творцов сновидений, также известный как Верховный правитель, он отвечает за смешивание пузырьков сновидений и отправление их спящему миру через Камень сновидений. Он также был ответственен за изгнание Зордрака из совета творцов сновидений, что впоследствии их сделало смертельными врагами. Мастер сновидений довольно спокойный персонаж, но может вести себя очень грозно при столкновении с Зордраком и его приспешниками.
- Альберт (англ. Albert) — рыба-пёс, любимец творца сновидений. По преданию, Мастер сновидений увидел Альберта во сне, и тот так понравился магу, что он сделал его реальным. Альберт плавает в воздухе, оставляя за собой шлейф из пузырьков (может подниматься на любую высоту). Предан хозяину и его друзьям, во многих сериях первым распознает опасность и предупреждает положительных героев.
- Пилдит (англ. Pildit) — лидер вутов и наиболее доверенный союзник Мастера сновидений, его также часто вызывают на защиту Страны снов от сил Зордрака. Он и Творец сновидений часто поддерживают друг друга, так как являются старыми друзьями. Пилдит обучил Руфуса и Эмберли, как пользоваться специальными листьями, которые используют вуты для полёта.
- Уилдит (англ. Wildit) — бабушка Пилдита. Доброжелательная и не менее полезная в бою, чем её внук. Немного влюблена в Мастера сновидений. Она достаточно эксцентрична и часто ведёт себя так, как поступают только молодые. Хотя, когда приходит беда, она способна строить планы не хуже, чем она способна веселиться.
- Спилдит (англ. Spildit) — племянница Пилдита. Девочка-вут, склонная к попаданию в неприятности. Спилдит уверена в своих возможностях — иногда даже слишком уверена.
- Мистер Блоссом (англ. Mr. Blossom) — садовник Мастера сновидений, престарелый морщинистый вут, который постоянно находит что-то, чем он недоволен.

### Страна кошмаров
Страна кошмаров, также известная как тёмная сторона планеты, в основном населена урпнеями, похожими на карикатурных динозавров или драконов с пятнистыми мясистыми носами и хвостами с колючками (в другом переводе - урпаны). В прологах к сериям говорится, что урпнеи - тренированные и хорошо обученные воины, однако в большинстве сюжетов они демонстрируют только неуклюжесть и безалаберность. Они живут в Вилсхиде (англ. Viltheed) (или Вилфиде), высокой чёрной горе, на которой живёт всесильный, но практически не покидающий своё место Зордрак.
- Зордрак (англ. Zordrak) — Повелитель кошмаров и главный антигерой сериала, драконоподобный гигант. Начальник всех урпнеев. Его отличительной чертой является низкий демонический голос (который принадлежит Гэри Мартину), его рост составляет почти двадцать футов, и большую часть своего времени он восседает на троне и карает провинившихся урпнеев. Он сам когда-то был творцом сновидений и состоял в совете творцов сновидений, но потом был изгнан из совета. Это разгневало его, и он превратился в огромного и ужасного дракона, мечтающего о мести. Его устрашающая внешность контрастирует с простой мультяшной прорисовкой его подчинённых урпнеев.
- Урпгор (англ. Urpgor) — насколько известно, единственный учёный урпней, тем не менее, он очень эгоистичный, жёсткий, циничный, сумасшедший и даже коварный урпней. По неизвестным причинам у него зелёная кожа, розовые волосы и оранжевые брови. Он все время одет в белый лабораторный халат и три пары очков. Следуя славной традиции сумасшедших учёных, он не ладит с рассудком, опьянённый любовью к своему очередному новому изобретению. Во время речи он всегда издаёт странные звуки и бросается глупыми фразами. Однако втайне Урпгор планирует захватить трон Зордрака. Он порой бывает жесток по отношению к Блобу и его команде, ненавидит их, иногда даже мечтает от них избавиться, также он устраивает жестокие розыгрыши над ними, за что Сержант Блоб со своими подчинёнными часто презирают и высмеивают Урпгора и его изобретения, что не мешает им соперничать за доверие Зордрака. Тем не менее, нельзя сказать, что Урпгор и сержант не объединяются ради Зордрака, откровенно говоря, именно Урпгор предоставляет сержанту и двум подчинённым различные изобретения. Очень часто Зордрак, раздосадованный очередной неудачей, срывает злость на Урпгоре (также, как и Урпгор срывает злобу на Блоба). Чаще всего изобретения Урпгора прекрасно работают, но в конце концов это сводится на не слишком уж высокой их сложностью и зависимостью от грубой силы других урпнеев, приводящей изобретения в действие. В нескольких сериях появляется тетушка Урпгора, такая же зеленокожая и полусумасшедшая - единственная женщина-урпней, показанная в сериале.
- Сержант Блоб (англ. Sergeant Blob) — самодовольный, злой и дерзкий  военный лидер урпнеев, который часто (скорее всего по глупости) берёт на себя обязательство украсть Камень сновидений для Зордрака. Он взял командование операцией «Камень сновидений» на себя после того как его предшественник, капитан Кригг, был скормлен Фраззнатам в начале первой серии. Обычно в его нелегких миссиях его сопровождают Наг и Фризз. Это объясняется тем что в пилотной серии Блоб назначил этих двоих своей элитной командой. Так случилось лишь потому что они не успели удрать вместе с остальными потенциальными солдатами. Позже выясняется, что их ранг — капралы. Сержант Блоб всегда учит своих двух подручных быть более решительным, ответственным и иметь боевой дух, в том случае совершая злодейства. Любит использовать "умные" и "ученые" слова, всегда произнося их исковерканно (а зачастую - и не понимая их смысла).
- Капрал Фриз (англ. Corporal Friz) — урпней, чья трусость не знает границ. Зачастую вынужден брать на себя ответственность лишь потому что не успел удрать, как остальные. Он сам предпочёл бы сидеть дома и есть сэндвичи, чем сражаться с вездесущими нупами. Его озвучил Мэлвин Хэйс, который сыграл похожего героя в ситкоме «It Ain’t Half Hot Mum». Складывается впечатление, что Фриз является ценителем искусства.
- Капрал Наг (англ. Corporal Nug) — ещё один урпней, который, будучи не таким трусом, как Фриз, часто себя проявляет, демонстрируя гораздо большую, чем у других, смекалку. Он говорит с заметным бирмингемским акцентом. Наг иногда подкидывает неплохие идеи, которые зачастую принимаются Блобом и преподносятся остальным как его собственные. Его имя здорово напоминает имя Нага — злобной кобры мужского пола из мультфильма Рикки-Тикки-Тави.
- Аргорриблы, в первых сериях названы просто кошмары (англ. Argorribles) — Призрачные фиолетовые облака, которые Зордрак высылает каждую ночь, чтобы доставить кошмары спящему миру. Сила Камня сновидений часто оказывается для них запредельной, и поэтому они лишь изредка проскальзывают в наш мир. Но зато с помощью силы Камня кошмаров аргорриблы становятся сильнее, и у них появляется более высокий шанс пройти сквозь оборону Камня сновидений. Они в основном бесформенны, хотя одно из них ненадолго обрело форму в серии «Horrible Argorrible».
- Зараг (англ. Zarag) — сестра Зордрака, которая когда-то была влюблена в Творца сновидений, колдунья и алхимик. Она также желает завладеть Камнем сновидений, но скорее, чтобы носить его как украшение, чем для того, чтобы поставлять кошмары в мир смертных.
- Фраззнаты (англ. Frazznats) — существа, живущие в бездонной яме. Пищей им служат урпнеи. Внешне они напоминают смесь акул и растения-мухоловки, с клешнями, похожими на клешни крабов. Появляются только в первом сезоне, позднее какие-либо упоминания о них отсутствуют.